# Francis Glisson
Francis Glisson (Bristol, 1599 – Londra, 14 ottobre 1677) è stato un fisiologo e anatomista inglese e scrittore di trattati medici.
Glisson nacque a Bristol e intraprese gli studi presso Rampisham, nel Dorset, e presso il Caius College di Cambridge A Cambridge fu anche insignito della carica di Professore Regio della facoltà di fisiologia. Compì importanti studi sull'anatomia del fegato e scrisse alcuni trattati pediatrici sul rachitismo.
Per il suo importante lavoro di anatomista il suo nome fu dato alla capsula fibrosa di Glisson.